# محمد سیماکان
محمد سیماکان (فرانسوی: Mohamed Simakan‎؛ زادهٔ ۳ مهٔ ۲۰۰۰) بازیکن فوتبال اهل فرانسه که در پست دفاع راست برای باشگاه فوتبال النصرعربستان بازی می کند.
سیماکان که در مارسی از پدر و مادری گینه ای به دنیا آمد، در ۷ نوامبر ۲۰۰۵ تابعیت فرانسوی گرفت.